# 黑社會檔案之黑金帝國
《黑社會檔案之黑金帝國》（英語：The Kingdom Of Mob）是1999年上映的香港黑幫電影，由黎繼明執導，彭丹、陳惠敏、黃秋生主演。

## 劇情
廉政公署正在調查一宗村內的黑金賄選案，犯案者為何權，他主要對村民派發福利，有些村民更逼他們選權，不是的話便派上兒子何耀來打傷他們，警署派往黃飛雄、啫喱及胡椒來調查此事。
村內的其中一位村民何丹表面為何權女兒，支持權的，但權實害死了丹的母親，丹為報仇而和飛雄調查何權，飛雄為替女友丹報仇而假裝和何權合作，並和眾手下反目。何權一度以行動阻礙眾廉政公署手下調查黑金案件，甚至不惜要求飛雄親手殺害隊員胡椒...

## 演員
| 演員   | 角色   | 粵語配音 | 關係 |
| 彭丹   | 何丹   |          | 村民 何權之養女，實為殺母仇人 啫喱之姊 最後打算殺死何權時被其殺死 |
| 黃秋生 | 黃飛雄 | 高翰文   | 新任的廉政公署主管 受上司委託接替啫喱 表面和何權合作，實為天敵 最後親手槍殺何權                                                                                                 |
| 陳惠敏 | 何權   | 黃子敬   | 本片終極大反派 村民，一直虎視眈眈村長的位置 以賄選來做村長 何丹、啫喱之養父兼天敵，何耀之父 和黃飛雄合作，表面和他合作，實被其出賣 最後殺死何丹，但被其插盲雙眼，並被黃飛雄槍殺 |
| 陳思穎 | 啫喱   |          | 廉政公署主管，後被上司委托的黃飛雄接替 何丹之妹 何權之養女兼天敵 不滿黃飛雄，後和好 胡椒之同事                                                                                  |
| 胡渭康 | 胡椒   | 胡渭康   | 廉政公署員工 何權之天敵 啫喱之同事 不滿黃飛雄，後和好 曾被黃飛雄槍傷，實和他造假欺騙何權                                                                                        |
| 午馬   | 五叔   | 張炳強   | 村民 不滿何權 和馬四海勾結 |
| 張榮耀 | 何耀   | 陳欣     | 本片大反派 村內小混混 何權之子 負責替父親逼人選他為川長 最後被馬四海槍殺 |
| 瑞新   | 李警官 | 葉振聲   | 警察 被五叔等村民要求調查何權，卻反被何權收賣 |
| 黃天鐸 | 記者   | 陳欣     | 水果日報老闆 表面和另一名記者合作拍下馬四海犯罪證據，實與馬四海合作，並幫他燒掉犯罪證據                                                                                         |
| 盧子諾 | 記者   | 羅偉傑   | 視頻新聞製作人 表面和另一名記者合作拍下馬四海犯罪證據，實被其出賣 和黃飛雄合作 後被馬四海指派的女殺手殺害                                                                       |
| 張瑞哲 | 馬四海 | 張炳強   | 本片反派 幫主 原為台灣黑幫天義盟盟主，後為世界大聯盟新任盟主 和何權、五叔勾結 在村內建立黑金帝國，方便協助何權當選村長及自己當選台灣總統 後以假死欺騙警方以掩飾與五叔合作       |
| 關偉倫 | 主管   | 羅偉傑   | 廉政公署高級主管 黃飛雄、胡椒、啫喱之上司 委托黃飛雄接替啫喱的主管位子 |
| 賴喧妮 |        |          | |
| 沈婷   |        |          | |